# زور (ویسکانسین)
زور (به انگلیسی: Zoar) یک منطقهٔ مسکونی در ایالات متحده آمریکا است که در شهرستان منومینه، ویسکانسین واقع شده‌است. زور ۹۸ نفر جمعیت دارد و ۳۷۲ متر بالاتر از سطح دریا واقع شده‌است.